# スコットランドの国旗
スコットランドの国旗は青地に白のセント・アンドルーズ・クロス (St.Andrew's Cross) 旗である。セント・アンドルーズ・クロスは、X字型の十字にかけられて殉教した、十二使徒の一人でスコットランドの守護聖人であるセント・アンドルー (聖アンデレ) を象徴している。十字の幅は旗の縦の長さの1/5、縦横比は通常2:3、稀に3:5などでも使われる。現用されている最古の国旗であり、その歴史は8世紀ないし9世紀まで遡る。現在でもFIFAにはイングランド、スコットランド、ウェールズ、北アイルランドの4か国が個別に加盟しているため、セント・アンドルーズ・クロス旗はFIFA主催のサッカー国際戦に掲げられている。ラグビーユニオンのワールドラグビーについても同様である。(ただしラグビーの場合、北アイルランドはアイルランド共和国と合同)

## 由来

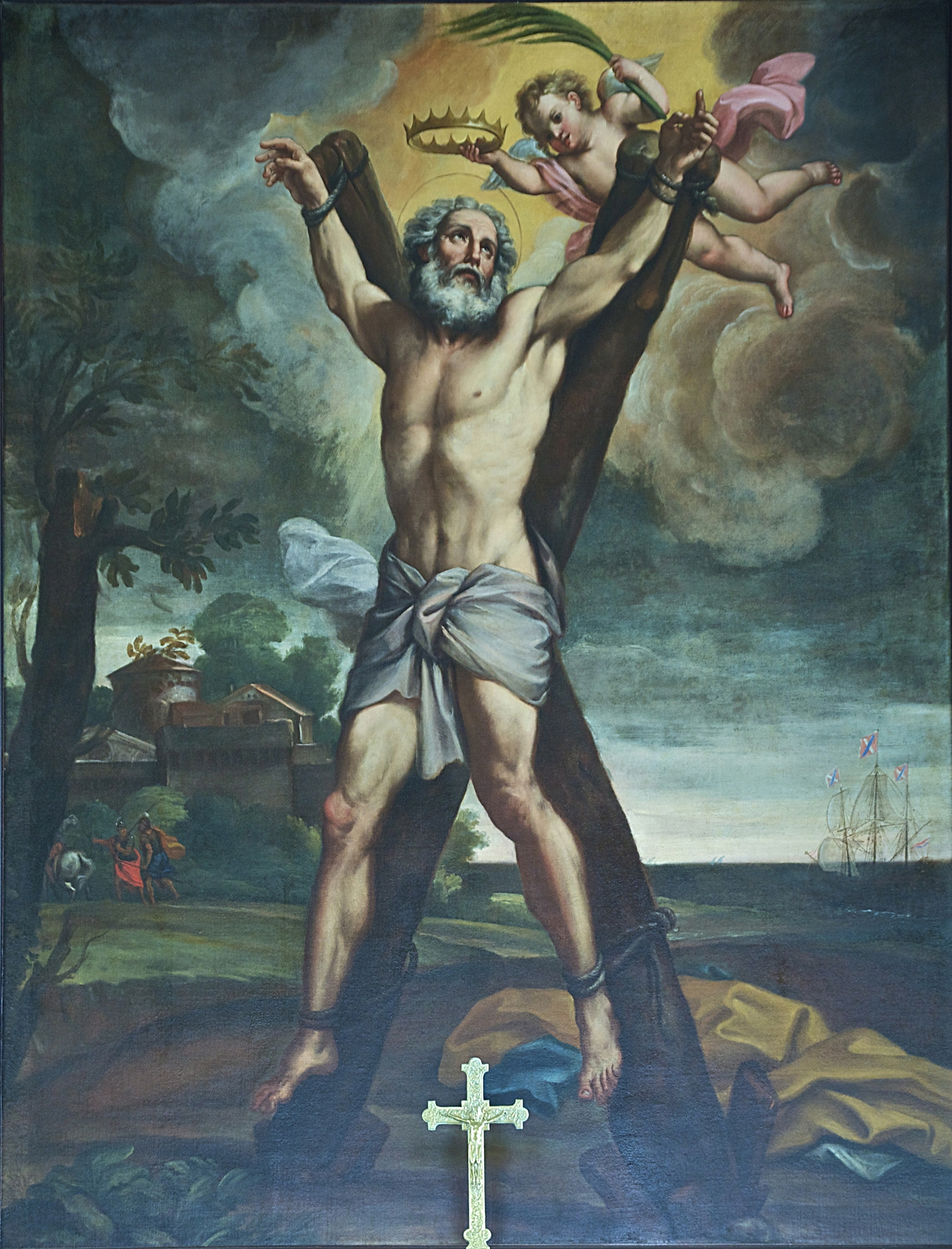
処刑される聖アンデレ。

X十字に言及した最古の史料は12世紀のものであり、それによると8世紀にフングス王により制定されたとされている。一説によると、809年、スコットランド系であるピクト族の王フングスが、イングランド系のウェスト・サクソン王アセルスタンに攻められた。援軍に駆けつけたスコットランド王アカイウスは戦いの前夜、光り輝く聖アンデレ十字の夢を見て、これを吉兆だと感じた。そして、翌日の戦いはスコットランド側の圧勝だった。このことに感謝し、フングスはセント・アンドリューの寺院を建立すると共に、セント・アンドリュー・クロスを自らの象徴とした。一方アカイウスは、セント・アンドリューに因んだ勲章（後のシッスル勲章）を制定した。
当初は色が定まっていなかった。その理由は、セント・ジョージ・クロスのような普通の十字とは明らかに異なるX十字は当時珍しかったため、色が様々でも他の国との識別が出来たからであるとされている。例えば、赤いX十字がセント・パトリック・クロスとしてアイルランドの国旗となるのは16世紀である。十字の色が初めて統一されたのは1385年で、兵士に対して衣服に白のセント・アンドリュー・クロスを表示するよう命令がされた。この命令では、白い衣服の場合は十字の周囲を黒にすることとされた。そして、地の色が青と決められたのはそれより更に後の17世紀であった。

## ユニオンフラッグ

ユニオン・フラッグ

スコットランド人が使用していたというユニオン・フラッグ。セント・アンドリュークロスが上になっている。

セント・アンドリュー・クロスはイギリスの国旗、ユニオンフラッグ（ユニオン・ジャック）の一部にもなっている。但し、スコットランド単独の場合は地の色がアジュールだが、ユニオン・フラッグの場合はダークブルーになっている。スコットランド人は、自分たちのセント・アンドリュー・クロスがイングランドのセント・ジョージ・クロスによって分断されるこの構図を長い間不満に思っていた。

## 参考資料
- ホイットニー・スミス『世界旗章大図鑑』平凡社、1977年。
- 君塚直隆『女王陛下のブルーリボン-ガーター勲章とイギリス外交-』NTT出版、2004年。ISBN 4757140738。
- 英王室公式サイト
- スコットランド政府公式サイト